# Langdradig Weekblad
Het Langdradig Weekblad (Engels Venomous Tentacula) is een tentakelplant die voorkomt in de Harry Potter-boeken. Deze tentakelplant heeft, zoals de naam al zegt, lange uitlopers oftewel tentakels. De tentakels kunnen snel en actief door deze magische plant bewogen worden.
De tentakelplanten reageren op warmte. Niet alleen op de warmte van de zon, maar vooral op lichaamswarmte van warmbloedige dieren, dus ook mensen. De meeste planten uit deze familie groeien aan de waterkant, vooral op drassige oevers. Het komt ook voor in het 1e boek van Harry Potter toen ze de steen der wijzen wouden redden.

## Gebruik
Het Langdradig Weekblad is erg slaapverwekkend. De sappen worden dan ook veel gebruikt in slaapdranken. Als een tentakel zich om je heen windt, zul je al gauw een paar uur slapen. Zelfs een korte aanraking met een volwassen plant kan al dufheid veroorzaken.